# عاصفة النار (أنمي)
عاصفة النار (بالإنجليزية:Firestorm) مسلسل أنمي ياباني عرض لأول مره في 6 أبريل 2003 واستمر عرضه حتى 28 سبتمبر 2003 ولقد تم دبلجته للغة العربية وعرض على بعض القنوات العربية.

## القصة
بحلول عام 2104، حققت دول الأرض السلام العالمي أخيرًا. ومع ذلك، فإن هذا السلام مهدد من قبل منظمة إرهابية عالمية جديدة تسمى بلاك أوركيد. لمواجهة هذا التهديد، أنشأت الأمم المتحدة قوة عسكرية لحفظ السلام تسمى قوة العاصفة. تعمل كل وحدة من وحداتها (8 وحدات إجمالاً) بشكل مستقل، وتعمل في المقام الأول من غواصة كبيرة ذات هيكلين. مع بدء المسلسل، يتم تشكيل وحدة نخبة جديدة تسمى قوة العاصفة 9، والتي يتم تكليفها بمهمة خاصة؛ الاسم الرمزي "عاصفة النار".
في وقت مبكر من المسلسل، يكتشف فريق عاصفة النار أن بلاك أوركيد هي واجهة سرية لغزو عالمي لكائنات فضائية يمكنها إخفاء نفسها كبشر. طور الكائنات الفضائية عقارًا يحول البشر إلى عبيد عديمي العقل، ويخططون لوضع العقار في إمدادات المياه على الأرض.
تركز كل حلقة بشكل كبير على المركبات المستقبلية (الميكا). يعمل فريق عاصفة النار بشكل أساسي من غواصة ضخمة ذات هيكلين، تسمى عاصفة المحيط. تتميز هذه الغواصة بطائرة نفاثة قابلة للفصل تسمى تورنيدو.